# Ластович Семен

Семен Ластович

Семен Ластович-Чулівський (4 листопада 1910, с. Чайковичі, Львівська область — 11 березня 1987, Мюнхен) — відомий теоретик і практик виготовлення бандур.

## Біографія
Закінчив академічну гімназію у Львові в 1930 р.
Вивчав гру на бандурі у Ю. Сінґалевича, а майстрування бандури у К. Місевича. Організатор хорів та драматичних гуртків.
В 1939 р. заарештований НКВС, але зміг утекти. Під час німецької окупації грав в ансамблі разом з С. Ганушевським, С. Малюцою, Ю. Сінгалевичем, Григором Бажулом, а потім із З. Штокалком, Я. Бабуняком, В. Юркевичем та Г. Смирним.
В 1944 р. вступає до складу Української капели бандуристів ім. Т. Г. Шевченка. під керівництвом Григорія Китастого. Разом з нею він восени 1944 року покидає Україну, виїздить у Німеччину, оселившись у Мюнхені.
Перебування у львівській в'язниці погано вплинуло на його здоров'я. На початку 1950-х захворів на туберкульоз і через надмірну дозу ліків став глухнути, що унеможливило працю як виконавця-бандуриста і навіть педагога. Тому він став займатися збором та обробкою теоретичних матеріалів, виготовленням бандур, почав писати про методику гри на бандурі.
Був похований у Мюнхені на цвинтарі Вальдфрідгоф.

## Творча діяльність
Доробок Ластовича-Чулівського складається з трьох творів:
- «Листи про бандуру». На прохання Мирослава Дяковського (США), одного з учнів Зіновія Штокалка, С. Ластович-Чулівський протягом 1955–1956 надсилав йому листи про технологію виробництва бандури. Ці листи М. Дяковський упорядкував та видав окремою брошурою.

- У 1959 в Нью-Йорку вийшла «Збірка українських народних пісень і мелодій для бандури: репертуар пісень і мелодій для голосу і бандури з полегшеним способом самонавчання», упорядкована М. Дяковським. Цей твір виступав як підручник та репертуарна збірка.

- Праця «Кобза-Бандура», написана впродовж 1964–1966 рр. у Мюнхені, стала підсумком діяльності С. Ластовича-Чулівського. У ній він уперше запропонував системний підхід до засад конструктивного удосконалення бандури. Твір вийшов у 2 томах, на 653 сторінках, умістивши багато таблиць й ілюстрацій.

## Праці
- Ластович-Чулівський, С. (ред. М.Дяковський) Листи про бандуру [Архівовано 8 квітня 2016 у Wayback Machine.] Н. Й. 1956 — с.24
- Ластович-Чулівський, С. (ред. М.Дяковський) Збірник українських народних пісень і мелодій для бандури — Н. Й. 1959 — 62с.
- Ластович-Чулівський, С. Бандура // рукопис, Мюнхен, 1965. — 654с.